# Количело-Корбара (Асколи Пичено)
Количело-Корбара (итал. Collicello-Corbara) насеље је у Италији у округу Асколи Пичено, региону Марке.
Према процени из 2011. у насељу је живело 39 становника. Насеље се налази на надморској висини од 677 м.